# دینار یمن جنوبی

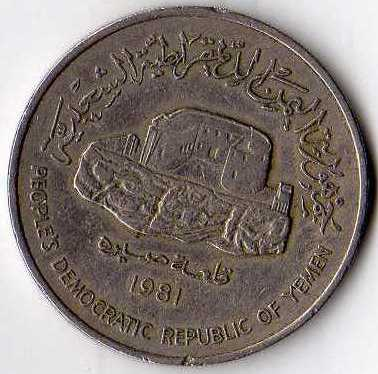
دینار یمن جنوبی

دینار جنوب یمن (به انگلیسی: South Yemeni dinar) با کد ایزوی YDD، یکای پول رایج در کشور یمن جنوبی است. مسئولیت کنترل این یکای پول برعهدهٔ بانک یمن قرار دارد.